# Aapfactor

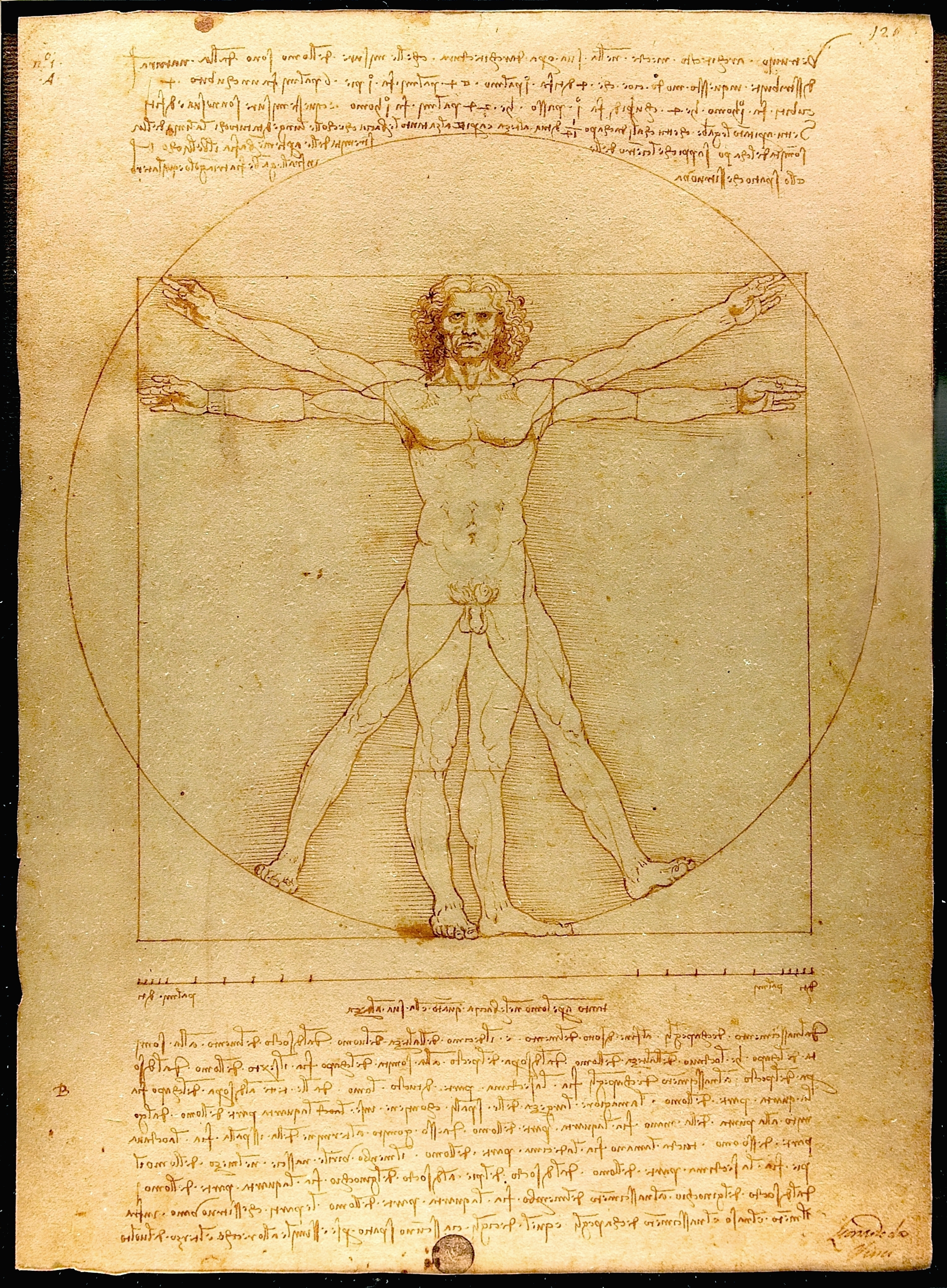
Vitruviusman van Leonardo da Vinci. Gebaseerd op de verhoudingen van Vitruvius. De tekening toont een man wiens armwijdte gelijkstaat aan de hoogte, waarschijnlijk aapfactor 1 aantonend

De aapfactor of aapindex is jargon voor de verhouding tussen de spanwijdte van de armen ten opzichte van de lichaamslengte. Voor verschillende sporten als wedstrijdroeien, discuswerpen, zwemmen en sportklimmen wordt een hogere aapfactor als een goede eigenschap gezien.
De aapfactor is het quotiënt van spanwijdte en lichaamslengte waarbij een uitkomst groter dan 1 gewenst is, zoals Vitruvius in 15 v.Chr. aantoonde. 
Het viel Vitruvius op dat een volwassene een armwijdte heeft die gelijk is aan diens lengte, zoals getoond in Leonardo da Vinci's tekening de Vitruviusman, waarin een man met uitgestrekte armen in een vierkant staat. Er wordt aangenomen dat een positieve aapfactor bij bergbeklimmers, waarvan de spanwijdte groter is dan de lengte (een quotiënt  groter dan 1), voor een gunstige concurrentie zorgt; sommige klimmers hebben aangetoond dat de verhouding door oefenen verbeterd kan worden.

## Belang in sportklimmen
Bij het bergbeklimmen zijn verschillende studies gedaan naar het effect van fysiologische factoren, zoals antropometrie en flexibiliteit. Bij een aantal hiervan was de aapfactor een van de variabele waardes, maar de resultaten zijn niet eenduidig.
Ondanks een algemene tendens uit voorgaande onderzoeken in een keur van atleten in de sport die deze kenmerken delen, bleek uit één onderzoek dat ontrainbare lichamelijke factoren, inclusief de aapfactor, niet noodzakelijk het klimvermogen voorspellen; ze tonen het belang aan van de grijpkracht en het percentage van het vetweefsel. Dit werd ondersteund door een later onderzoek, waarin ook werd gevonden dat de aapfactor statistisch niet relevant was. Een kanttekening bij dit resultaat is de lage variabiliteit van de aapfactor binnen de groep klimmers, die allemaal een significant hogere aapfactor hadden dan de controlegroep, aldus de schrijvers van dit tweede onderzoek. Hiermee lieten zij de mogelijkheid open dat de aapfactor misschien meer van belang is als de andere onderzochtte eigenschappen niet gelijk blijven.
Andere werken van deze onderzoekingen hebben de aapfactor aangewezen als een (mogelijke) belangrijke factor. Een onderzoek uit 2001 onder bergbeklimmende tieners (m/v) vond dat het verschil in prestaties tussen de geslachten kon worden verklaard door een aantal factoren; een daarvan was de lage aapfactor bij de meisjes. In een later onderzoek werd op dezelfde manier aangetoond dat de aapfactor statistisch gezien belangrijk was en dat het een van de variabelen was die het beste de klimprestaties van een individu kan voorspellen.

## Andere sporten
Het is waargenomen dat zwemmers langere armen hebben in verhouding tot hun lichaamslengte, kennelijk leveren langere armen een sterkere voortstuwing op. Daardoor heeft de zwemmer minder moeite om het kortere torso door het water te bewegen. Een opvallend voorbeeld hiervan is zwemmer Michael Phelps. Met een lichaamslengte van 1,95 m en een armwijdte van 2,04 m bezit hij een aapfactor van 1,05.
Ook in andere sporten zijn succesvolle atleten met een positieve aapfactor actief:
- discuswerper Lars Riedel heeft een lichaamslengte van 1,99 m en een armwijdte van 2,10 m wat hem een factor oplevert van 1,06.
- basketballer Misan Nikagbatse heeft een lichaamslengte van 1,92 m en een armwijdte van 2,08 m wat hem een factor oplevert van 1,08.

Lagere aapfactoren kunnen ook voordeel opleveren. Bijvoorbeeld in de krachtsport waarbij de korte armen de gewichten niet zo hoog op hoeven te tillen in tegenstelling tot iemand die langere armen heeft en een grotere inhoud, met als resultaat dat iemand met een kleinere inhoud minder hoeft te heffen en de belasting ervan dus makkelijker vindt.